# 朝鮮民主主義人民共和国の査証政策

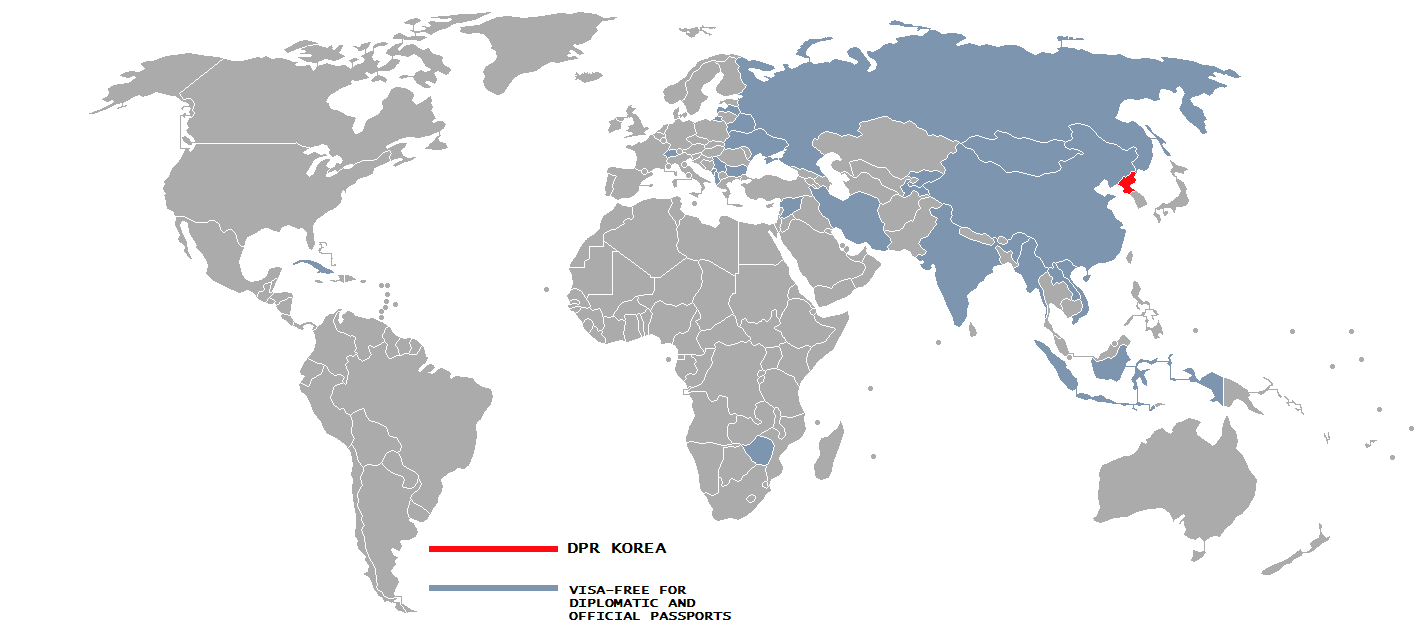
朝鮮民主主義人民共和国の査証政策

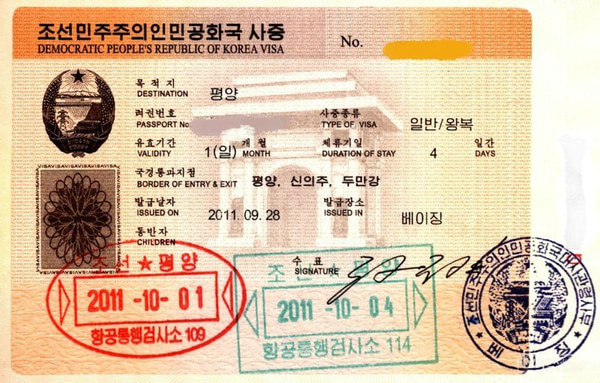
朝鮮民主主義人民共和国の査証

朝鮮民主主義人民共和国の査証政策（ちょうせんみんしゅしゅぎじんみんきょうわこくのさしょうせいさく）では、朝鮮民主主義人民共和国政府が北朝鮮に渡航しようとしている外国人に対して行っている査証（ビザ）政策について記述する。

## 査証要求

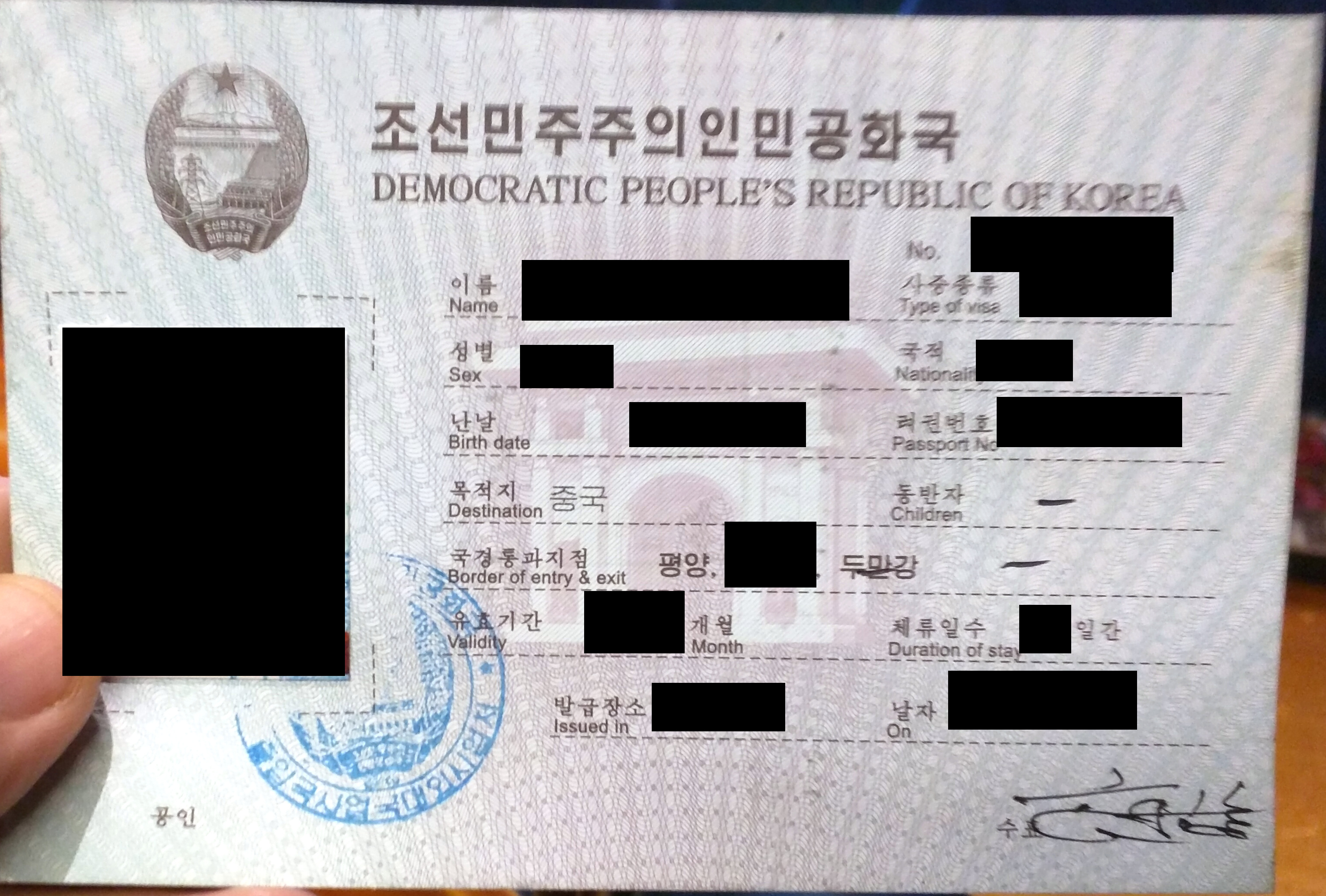
朝鮮民主主義人民共和国の労働ビザ

一部の査証免除取極国の旅券所持者を除き、入国審査時に査証を要求している。査証の種類は公用、商用、観光などがある。査証の取得には原則として朝鮮国内の受け入れ機関が必要で招聘状を必要とし、審査は本国照会となる。
観光目的で入国しようとする場合は、朝鮮国内の外国人を取り扱う旅行会社（国外の契約代理店で構わない）に対し旅行手配を済ませ、受け入れ確約を得る必要がある。日本などの旅券所持者に対しては査証の代わりに観光証が発給される。韓国旅券所持者に対しては査証は一切発給されない。

## 査証免除
下記の国の外交旅券所持者は無査証にて入国可能である。
| - アルバニア - ベラルーシ - ブルガリア - 中国 - キューバ - インドネシア - イラン - キルギス - ラオス - ラトビア - モンゴル | - モンテネグロ - ミャンマー - ロシア - セルビア - スイス - シリア - タジキスタン - ウクライナ - ベトナム - ジンバブエ |  |

- 中華人民共和国国民は東林郡に限り居民身分証で観光可能であり旅券および査証は不要であるほか、新義州市を1日間のみ無査証で観光可能である[2][3]。

## その他

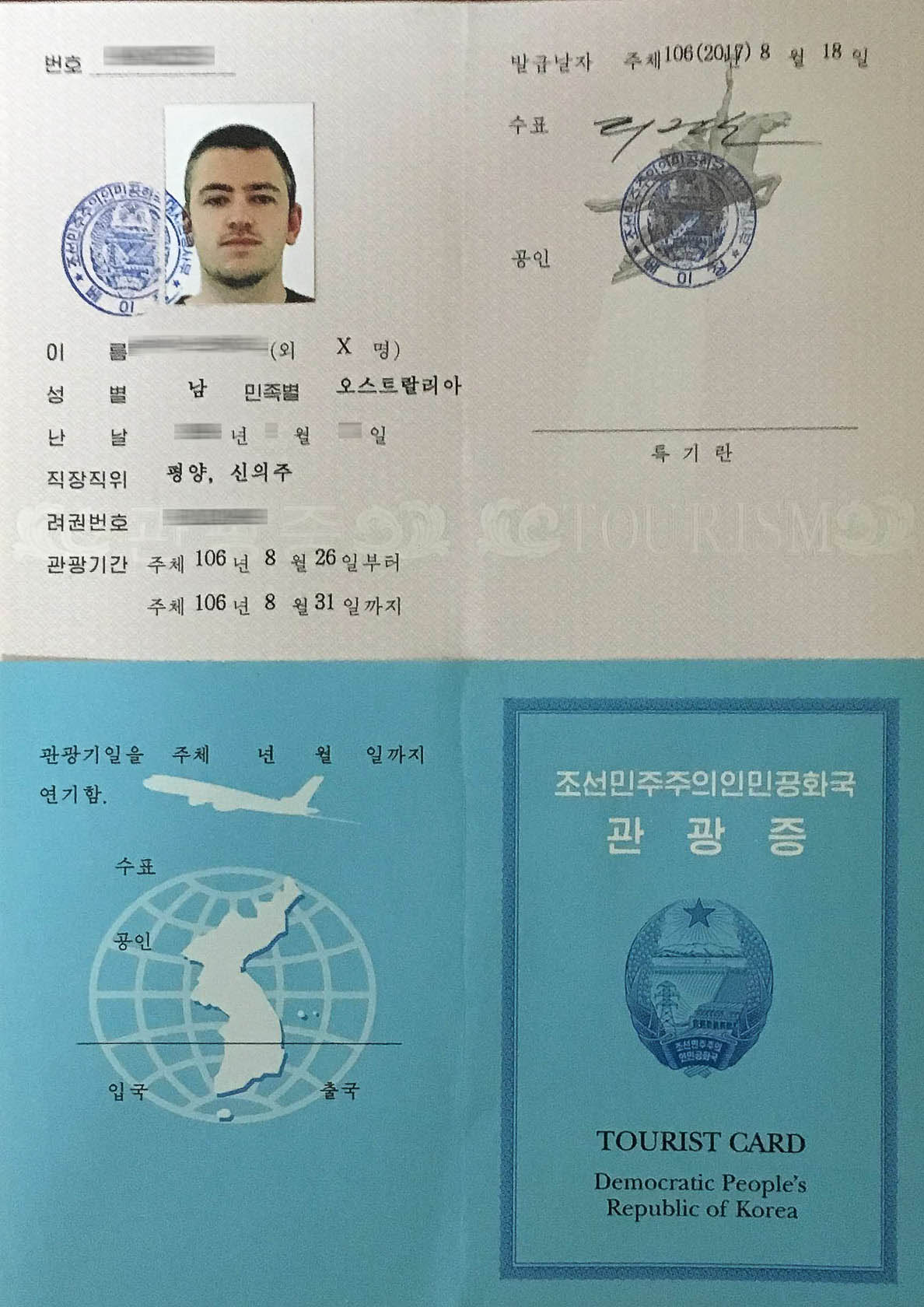
朝鮮民主主義人民共和国観光証

- 大韓民国国籍保有者が北朝鮮に渡航する際には、「訪問証明書」（大韓民国統一部が発行）と「出入境申報書」により出入国審査を行う。
- マレーシアと北朝鮮は2000年4月に特別待遇により相互査証免除を開始し、一度は北朝鮮の普通旅券保持者への査証免除を行った世界唯一の国家となった。のちの金正男暗殺事件により外交関係が悪化したことから、北朝鮮国籍保有者がマレーシアに入国する際には再度査証が必要となった。[4]